# BPM 37093
BPM 37093，是一顆位於半人馬座的白矮星，距離地球50光年。被推測存在大量碳晶體的碳星球，及後獲得足夠的證據證實。據推算，它的核心存在著1×1034克拉的鑽石，其直徑達4,000公里。
2005年的情人節前夕，美國哈佛－史密森天體物理中心的麥特考夫、英國劍橋大學的蒙哥馬利、巴西聖卡塔琳娜聯邦大學的卡南宣布發現「BPM 37093」。當時麥特考夫開玩笑說：「就算是比爾·蓋茲加上唐纳德·川普的財力，也買不起。」
四十年來，天文學家一直認為白矮星隨著溫度降低，其核心會結晶化，但確實證據始終難以觀測。麥特考夫則是從白矮星的「BPM 37093」脈動振盪著手，推算出它的核心確已結晶。五十億年之後，我們的太陽也會蛻變成一顆白矮星，再假以一段時日，今日的太陽系中心將只見一顆超級大鑽石。

## 外部連結
- BPM 37093 (Diamond Star)（页面存档备份，存于）
- Largest diamond in galaxy predicts future of solar system（页面存档备份，存于）, Pravda.ru, December 26, 2007.